# 1734 Zhongolovich
Az 1734 Zhongolovich (ideiglenes jelöléssel 1928 TJ) a Naprendszer kisbolygóövében található aszteroida. Grigorij Neujmin fedezte fel 1928. október 11-én.